# Hampsonodes leucopis
Hampsonodes leucopis là một loài bướm đêm trong họ Noctuidae.